# Yutaka Matsuda
Yutaka Matsuda (japanisch 松田 豊, Matsuda Yutaka; * 1942 in Tokushima; † 1998) war ein japanischer Künstler und Kunstpädagoge, der für seine kinetischen Kunstwerke bekannt ist. Yutaka Matsuda war ein Mitglied der jüngsten Generation der einflussreichen japanischen Nachkriegsgruppierung Gutai Art Association und ein Pionier der kinetischen Kunst.

## Leben
Nachdem Yutaka Matsuda 1963 sein Kunststudium am Naniwa Junior College (heute Osaka University of Arts Junior College) abgeschlossen hatte, trat er in die Kunstszene ein. Er ließ sich in einem Atelier im Süden von Sakai nieder, in der Nähe des Kansai-Flughafens in Sennan, Osaka. Heute wird es von seiner Frau Masako in seinem ursprünglichen Zustand erhalten. 1966 stellte Yutaka Matsuda in der kleinen „Gallery Ano“ in Osaka aus, die oft viele zeitgenössische Künstler anzog. Seine Arbeiten zeigten bereits eine Annäherung an die kinetische Kunst. An dieser Ausstellung nahm auch Gutai-Gründer Jirō Yoshihara teil. Zwölf Jahre waren seit der Gründung der Gutai Art Association im Jahr 1954 vergangen und die „zweite Generation“ hatte begonnen, in die Bewegung einzutreten. Unter ihnen sollte Yutaka Matsuda ab 1967 das jüngste Mitglied sein. Er blieb Mitglied bis zur Auflösung der Gutai-Gruppe 1972.
Gutai, für ihre avantgardistischen Ansätze bekannt, bot Yutaka Matsuda eine Plattform, um seine Visionen zu verwirklichen. 1970 nahm er an der Weltausstellung Expo ’70 in Osaka teil, wo seine Arbeiten Teil der Gutai-Installation „Garden on Garden“ waren. Nach der Auflösung der Gutai Art Association setzte Matsuda seine Arbeit als Künstler und Pädagoge fort. 1984 gründete er Bunsei Dojo: Gallery Do in Namba (Osaka), eine Kunstschule und Galerie, die Kunst und Lehre miteinander verband. Seine Beiträge zur Bildung, insbesondere in der Verbindung von Kunst und Wissenschaft, machten ihn zu einer zentralen Figur der Kunstvermittlung in Osaka. Seine Arbeiten wurden mehrfach ausgezeichnet, unter anderem bei der Contemporary Art Exhibition of Japan und dem Shell Art Competition.

## Werk
Yutaka Matsuda spezialisierte sich auf kinetische Kunst, bei der er mechanische Bewegungen in seine Werke integrierte. Die meisten seiner Zeichnungen sind in einfachen Farben und Formen gehalten, und er montiert eine präzise mechanische Konstruktion, die ständig in Betrieb ist, jedoch auf der Rückseite seiner Werke – der Motor, komplexe Schaltkreise und Drähte sind dahinter verborgen. Die Objekte bewegen sich scheinbar monoton und anmutig und regen das Unterbewusstsein des Betrachters an, sich von diesen Bewegungen, Vibrationen und Farben faszinieren zu lassen. Der Grund für die Wahl des Quadrats als Form und der Farbe Weiß war, die Präsenz des Werks als Objekt zu minimieren und stattdessen die Aufmerksamkeit auf die Bewegung der Maschine selbst zu lenken.
Mit dem Wunsch, neue Methoden und Materialien zu erforschen, der Betonung der engen Beziehung zwischen kreativen Medien und dem Körper und dem Streben nach Originalität passte Yutaka Matsudas Kunststil gut zu den neuen Trends in der japanischen Kunstszene der 1960er Jahre. Yutaka Matsuda galt als Innovator innerhalb der Gutai-Bewegung, insbesondere in ihrer späteren Phase, als sie sich verstärkt der Environmental Art und der kinetischen Kunst zuwandte. Seine Werke waren oft humorvoll und sollten den Betrachter durch subtile, sich wiederholende Bewegungen fesseln.